# Eduard Rügemer
Eduard David Rügemer (* 27. März 1883 in Nürnberg; † 2. November 1953 in Nürnberg) war ein deutscher Major der Wehrmacht, der posthum als Judenretter von Yad Vashem als Gerechter unter den Völkern ausgezeichnet wurde.

## Leben
Eduard Rügemer wurde als Sohn des Sattlers Friedrich Philipp Christian Rügemer (1852–1927) und seiner Ehefrau Katharina Born (1850–1912), die aus der Pfalz stammte, in Nürnberg geboren. Rügemer war als Major der Wehrmacht nach dem Überfall auf die Sowjetunion ab dem Spätsommer im ostgalizischen Tarnopol eingesetzt. Im Zuge der deutschen Besetzung wurden die dort lebenden Juden in ein Ghetto eingewiesen und mussten Zwangsarbeit verrichten, auch im Heereskraftfahrpark des Majors. Er half seiner polnischen Haushälterin, der Zwangsarbeiterin Irene Gut Opdyke, im Zuge der Räumung des Ghettos zwölf von der Deportation bedrohte Juden im Keller der für ihn requirierten Villa zu verstecken und später in einem nahegelegenen, durch Wald geschützten Bunker. Hierfür verlangte er als Gegenleistung sexuelle Dienste von Irene Gut, worin diese zum Schutz der Versteckten einwilligte.  Infolge dieser Hilfe konnten alle Geretteten überleben. Unter den Geretteten befand sich auch Roman Haller, der im Mai 1944 im Waldversteck zur Welt kam.
Nach Kriegsende entschied sich die Familie Haller, nicht in die USA auszuwandern, sondern in Deutschland zu bleiben. Einige Jahre danach machten Hallers Eltern Rügemer ausfindig und holten ihn von Nürnberg zu ihrem Wohnort München, wo er bis zu seinem Tod 1953 lebte. Rügemer wurde Romans Ersatzopa. Gestorben ist er aber offenbar in Nürnberg gemäß den offiziellen Papieren.
Posthum wurde Rügemer 2012 von Yad Vashem als Gerechter unter den Völkern geehrt. Rügemers 90-jähriger Sohn nahm Anfang Februar 2014 stellvertretend Medaille und Urkunde in Allersberg entgegen. Während der Ehrung war auch Roman Haller anwesend.
Im 2023 veröffentlichten Spielfilm Irenas Geheimnis von Louise Archambault wurde er von Dougray Scott verkörpert.